# Saison 2 de Fiebre de Viña
Chronologie
Saison 1 Saison 3
La deuxième saison de Fiebre de Viña est diffusée au Chili par Chilevisión entre le 23 février 2013 et le 2 mars 2013 et été présenté par Cristián Sánchez, Carolina de Moras et Américo.

## Présentateurs
- Cristián Sánchez
- Carolina de Moras
- Américo

## Panélistes
- René Naranjo

Reporter
- Junior Playboy

Humour
- "Las Ilumindas" (joué par l'actrices María José Quiroz « Eva » et Mariú Martínez « Angélica »)
- "Michelle" (joué par la comédienne Natalia Cuevas)
- Murdock

## Invités
| Émission | Date            | Invités |
| -------- | --------------- | --- |
| 1        | 23 février 2013 | Rafael Araneda Gloria Trevi                                                                                   |
| 2        | 24 février 2013 | Daddy Yankee Chino y Nacho                                                                                    |
| 3        | 25 février 2013 | Fusión Humor (Humoristes) Julio César Rodríguez                                                               |
| 4        | 26 février 2013 | Los Atletas de la Risa (Humoristes) Iván Zamorano María Alveró Carmen Gloria Arroyo Bernardo Borgeat La Noche |
| 5        | 27 février 2013 | Nancho Parra Murdock Miguel Bosé Natalia Cuevas (Humoriste)                                                   |
| 6        | 28 février 2013 | Fusión Humor (Humoristes) Bastián Paz Wisin y Yandel Rodrigo Salinas                                          |
| 7        | 1er mars 2013   | Nicolás Massú Faloon Larraguibel                                                                              |
| 8        | 2 mars 2013     | Rafael Araneda Eva Gómez                                                                                      |

### Sources
- (es) Cet article est partiellement ou en totalité issu de l’article de Wikipédia en espagnol intitulé « Fiebre de Viña » (voir la liste des auteurs).